# Округ Онондага (Њујорк)
Округ Онондага (енгл. Onondaga County) је округ у америчкој савезној држави Њујорк. По попису из 2010. године број становника је 467.026.

## Демографија
Према попису становништва из 2010. у округу је живело 467.026 становника, што је 8.690 (1,9%) становника више него 2000. године.
| Група             | 2000.           | 2010.           |
| Белци             | 383.599 (83,7%) | 370.040 (79,2%) |
| Афроамериканци    | 43.011 (9,4%)   | 51.220 (11,0%)  |
| Азијати           | 9.569 (2,1%)    | 14.454 (3,1%)   |
| Хиспаноамериканци | 11.175 (2,4%)   | 18.829 (4,0%)   |
| Укупно            | 458.336         | 467.026         |